# Doumely-Bégny
Doumely-Bégny är en kommun i departementet Ardennes i regionen Grand Est (tidigare regionen Champagne-Ardenne) i nordöstra Frankrike. Kommunen ligger  i kantonen Chaumont-Porcien som ligger i arrondissementet Rethel. År 2022 hade Doumely-Bégny 78 invånare.

## Befolkningsutveckling
Antalet invånare i kommunen Doumely-Bégny
Referens: INSEE